# Halifax Stanfield International Airport

i7
i11
i13

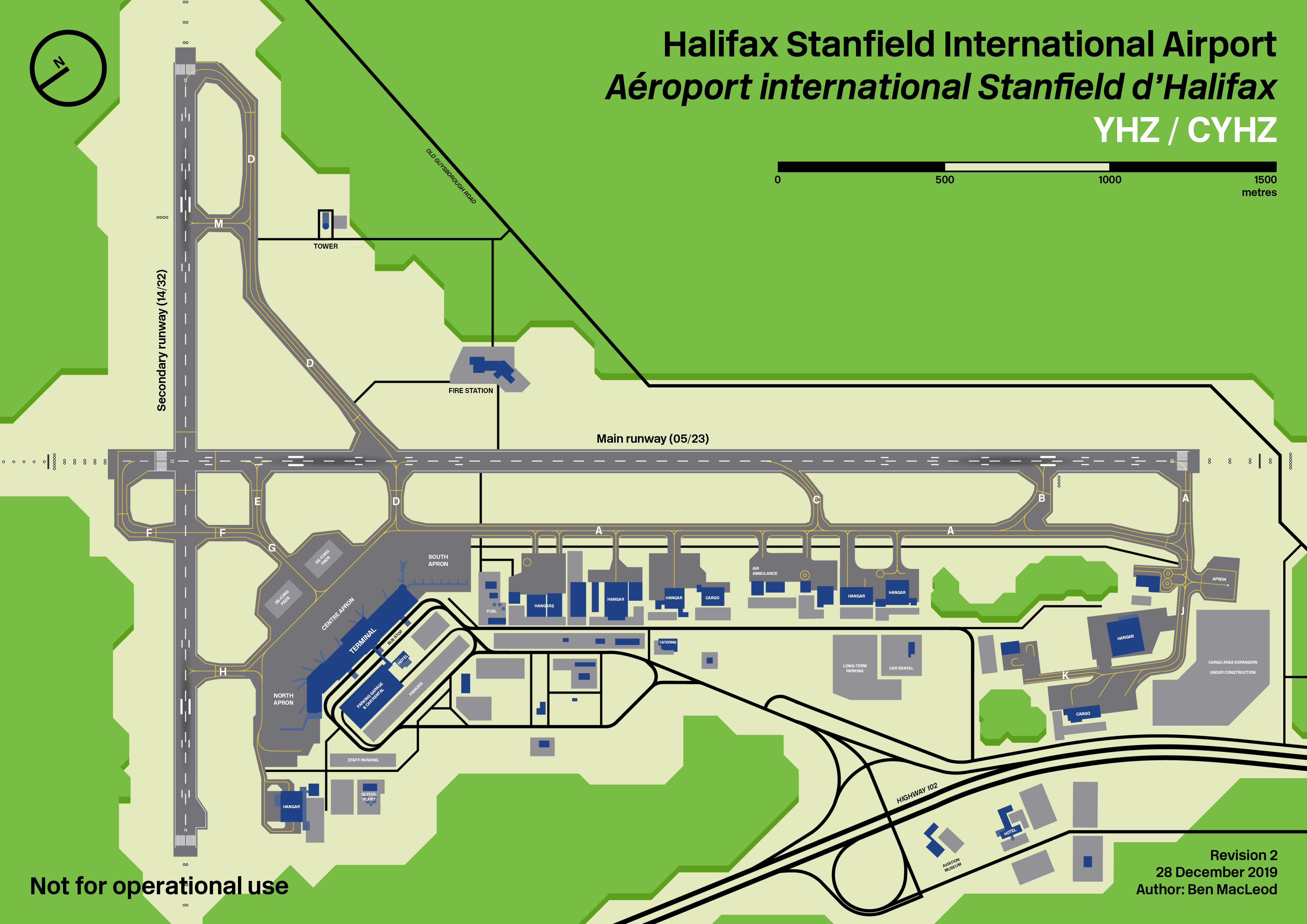
Lageplan des Flughafens

Der Internationale Flughafen Halifax Stanfield (engl.: Halifax Robert L. Stanfield International Airport oder Halifax/Stanfield International Airport; IATA-Code: YHZ, ICAO-Code: CYHZ) ist ein internationaler Flughafen südlich der Ortschaft Enfield (Nova Scotia), etwa 38 Kilometer nördlich von Halifax. Der Flughafen ist ein Platz des National Airports Systems und befindet sich im Eigentum von Transport Canada. Betrieben wird er von der „Halifax International Airport Authority“. Durch Nav Canada wird der Flughafen als Airport of Entry klassifiziert; und es sind dort Beamte der Canada Border Services Agency (CBSA) stationiert, damit ist hier eine Einreise aus dem Ausland zulässig.
Der Flughafen ist Sitz der Fluggesellschaft Jazz Aviation. Gemessen an Fluggästen ist der Flughafen bei weitem der größte der Atlantischen Provinzen und gehört zu den größten in Kanada. Im Jahr 2019 verzeichnete man 4.188.443 Passagiere.

## Geschichte

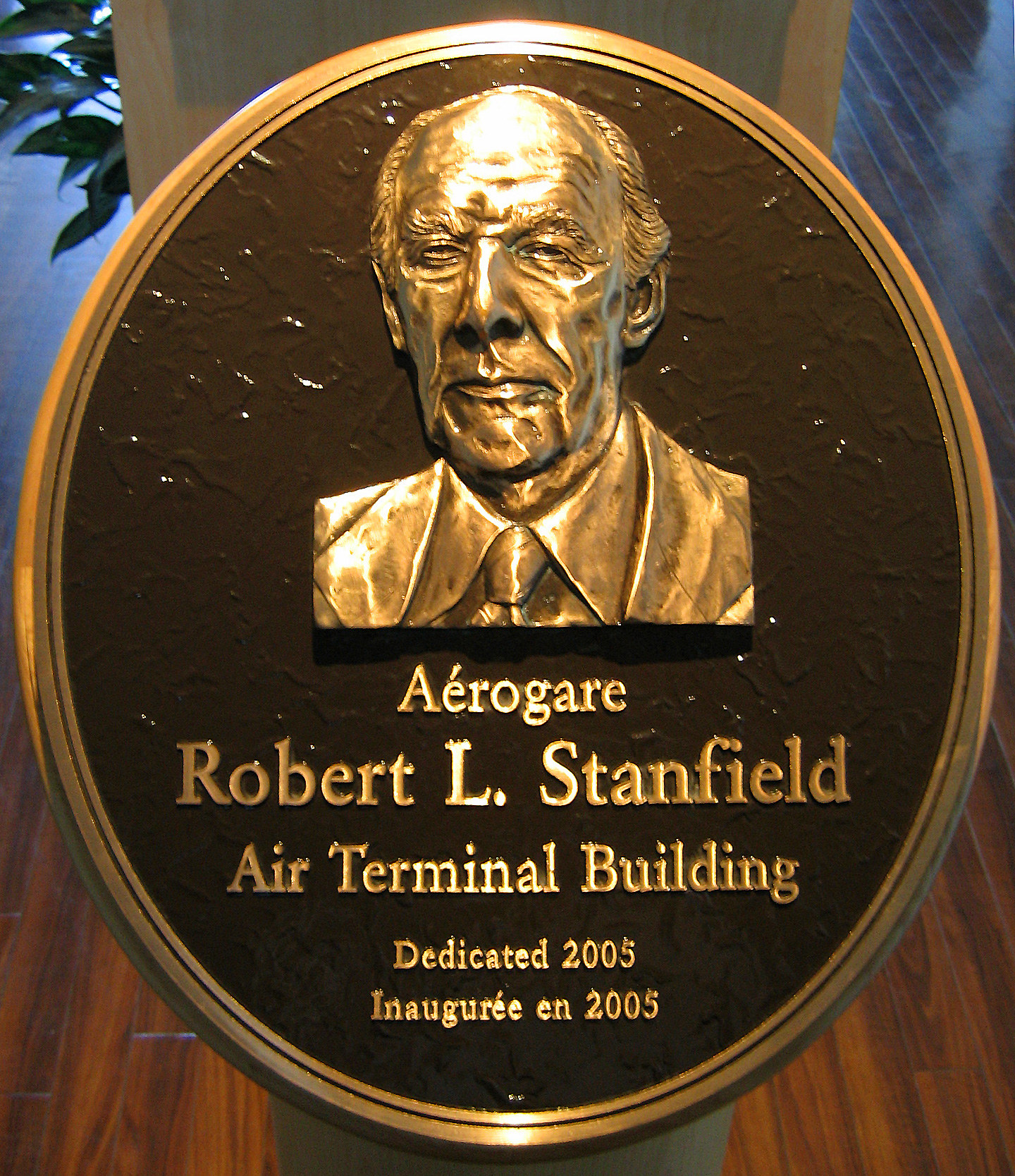
Erinnerungsplastik an Robert L Stanfield

Der Halifax Stanfield Flughafen wurde im Auftrag des Verkehrsministeriums erbaut und war im Juni 1960 betriebsbereit. Der Flughafen erhielt zunächst eine zeitlich begrenzte Lizenz. Das Flugterminal wurde offiziell für den Flugverkehr am 10. September 1960 eröffnet. Im ersten Jahr seines Bestehens flogen rund 180.000 Passagiere vom Flughafen Halifax ab. In den 1970er-Jahren wuchsen die Passagierzahlen überproportional. Ein neues Flughafengebäude wurde im Juli 1976 eröffnet; die Gesamtfläche von 21.940 Quadratmetern wurde um eine weitere Wartehalle mit 5000 Quadratmetern ergänzt. 1988 wurden zwei behelfsmäßige Laufstege für die Passagiere errichtet, um den steigenden Bedarf zu decken. Im Dezember 1994 wurde die Wartehalle ein weiteres Mal erweitert, und 1998 wurde der Check-In-Bereich stark vergrößert. Seit 2007 wird der Nordtunnel neu gebaut. In diesem werden die Passagiere vom Terminal zum nördlich gelegenen Parkplatz mit 2300 Stellplätzen befördert. 2007 wurde der Halifax International Airport zu Ehren des ehemaligen Premierministers von Nova Scotia Robert L. Stanfield (1914–2003) in Halifax Stanfield International Airport umbenannt.
Während der Betriebszeit des Space Shuttle war der Flughafen von Halifax ein möglicher Notlandeplatz bei einem Startabbruch.

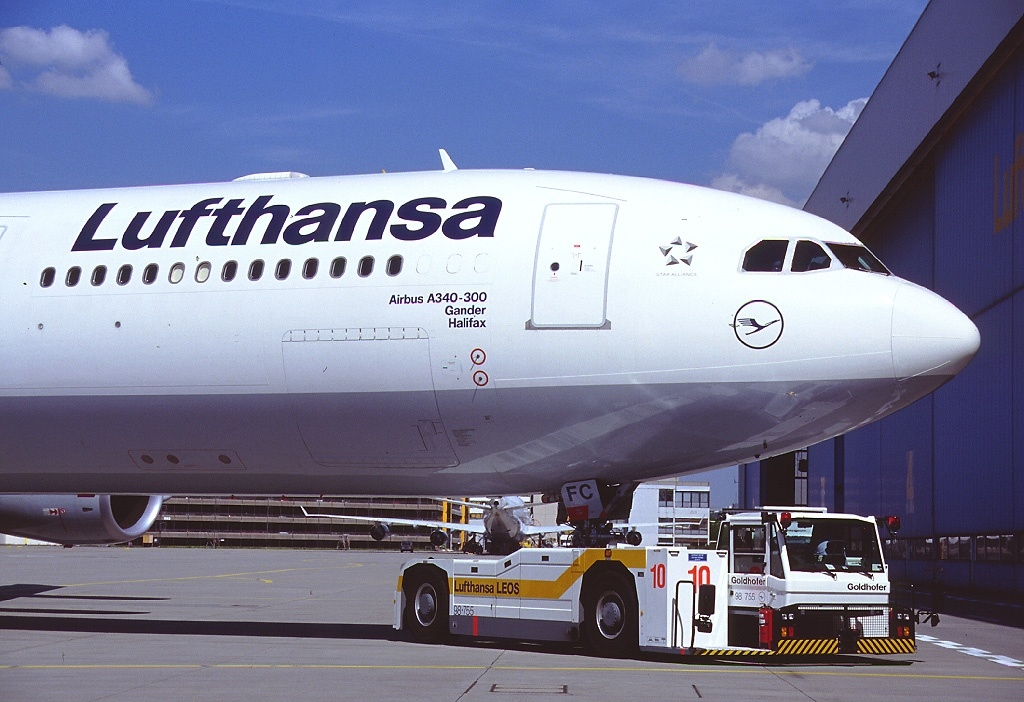
Lufthansa Airbus A340 Gander/Halifax (D-AIFC)

Als am 11. September 2001 nach den Terroranschlägen in den USA der amerikanische Luftraum gesperrt wurde, wurden im Rahmen der Operation Yellow Ribbon Flugzeuge, die im Anflug auf die USA waren und nicht mehr umkehren konnten, nach Kanada umgeleitet. Halifax hat an diesem Tag mit 47 die meisten Flugzeuge aufgenommen, während Vancouver die meisten Passagiere hatte. Mehr als 7000 Passagiere mussten in Halifax versorgt werden. Die Flugzeuge wurden auf einer zu diesem Zweck gesperrten Start- und Landebahn geparkt. Die Einwohner von Halifax und Gander, das 38 Flugzeuge aufnahm, kümmerten sich mit viel Gastfreundschaft um Passagiere und Crews. Als Zeichen der Dankbarkeit taufte die Lufthansa am 16. Mai 2002 einen neuen Airbus A340-300 auf den Namen „Gander/Halifax“. Dies ist das erste Flugzeug der Lufthansa, das nicht nach deutschen Bundesländern, deutschen Städten oder nach Kontinenten benannt wurde.

## Fluggesellschaften und Ziele
Der Halifax Stanfield International Airport wird ganzjährig von etlichen Fluggesellschaften genutzt. Saisonal kommen noch ein paar weitere hinzu. Es werden vor allem Flüge zu Zielen in Kanada durchgeführt. Zusätzlich werden Flüge zu Zielen außerhalb Kanadas durchgeführt. Da es sich bei diesen größtenteils um typische Urlaubsziele handelt, liegt der Anteil der nur saisonal angebotenen Ziele hier wesentlich höher. Das bislang einzige Ziel im deutschsprachigen Raum ist Frankfurt.

## Verkehrszahlen
| Jahr | Fluggastaufkommen | Luftfracht (Tonnen) | Flugbewegungen |
| ---- | ----------------- | ------------------- | -------------- |
| 2019 | 4.188.443         | 41.129              |                |
| 2018 | 4.316.079         | 36.938              |                |
| 2017 | 4.083.188         | 34.051              | 84.045         |
| 2016 | 3.908.799         | 33.329              | 84.974         |
| 2015 | 3.702.705         | 32.020              | 82.478         |
| 2014 | 3.663.039         | 32.004              | 81.574         |
| 2013 | 3.585.864         | 29.499              | 83.767         |
| 2012 | 3.605.701         | 29.570              | 84.703         |
| 2011 | 3.594.164         | 29.263              | 87.009         |
| 2010 | 3.508.153         | 28.462              | 87.349         |
| 2009 | 3.417.164         | 26.910              | 88.477         |
| 2008 | 3.578.931         | 27.947              | 89.033         |
| 2007 | 3.469.062         | 29.753              | 89.250         |
| 2006 | 3.378.601         | 27.693              | 86.110         |
| 2005 | 3.229.111         | 26.229              | 86.393         |
| 2004 | 3.242.389         | 31.841              | 89.845         |
| 2003 | 2.973.187         | 29.312              | 88.228         |
| 2002 | 2.853.778         | 29.728              | 85.033         |
| 2001 | 2.852.061         | 23.189              | 94.614         |
| 2000 | 2.980.970         | -                   | 136.121        |

## Zwischenfälle
- Am 17. März 1965 brach eine Handley Page HPR-7 Dart Herald 202 der kanadischen Eastern Provincial Airways (Luftfahrzeugkennzeichen CF-NAF) auf dem Flug vom Flughafen Halifax zum Flughafen Sydney (Nova Scotia) während des Steigflugs in 11.500 Fuß Höhe auseinander und stürzte in einen Wald, wobei alle acht Insassen starben. Als Unfallursache wurde ein Strukturversagen entlang der unteren Rumpfmittellinie infolge starker Korrosion festgestellt (siehe auch Eastern-Provincial-Airways-Flug 102).[11]

- Am 2. September 1998 stürzte eine McDonnell Douglas MD-11 der Swissair (HB-IWF) auf dem Flug von New York nach Genf bei Halifax in den Atlantischen Ozean. Dabei kamen alle 229 Insassen ums Leben. Als Unfallursache wurde ein Feuer festgestellt, das von einem Lichtbogen an einem Kabelbaum des In-flight-Entertainment-Systems im Bereich der Cockpitsektion verursacht wurde. Bevor die Maschine auf dem Flughafen Halifax notlanden konnte, kam es zum Absturz (siehe auch Swissair-Flug 111).[12]

- Am 29. März 2015 setzte ein Airbus A320 der Air Canada (C-FTJP) auf dem Flug von Toronto nach Halifax bei der Landung vor der Landebahn auf. Von den 137 Insassen wurden 23 verletzt. Zum Zeitpunkt der Unglücks herrschte schlechtes Wetter. Das Flugzeug wurde als Totalverlust abgeschrieben (siehe auch Air-Canada-Flug 624).

- Am 7. November 2018 überrollte eine Boeing 747-400F der Sky Lease Cargo (N908AR) bei der Landung auf dem Flughafen Halifax das Ende der 2347 Meter langen Landebahn 14 um 210 Meter. Die Landung erfolgte bei leichtem Regen und einer Rückenwindkomponente von 8 Knoten. Die vierköpfige Besatzung des Frachters wurde nur leicht verletzt, die Maschine jedoch irreparabel beschädigt.[13][14]